# Matteo Ciacci
Pour les articles homonymes, voir Ciacci.
Matteo Ciacci, né le 5 mai 1990 à Borgo Maggiore, est un homme politique saint-marinais. Il est capitaine-régent de la République de Saint-Marin, avec Stefano Palmieri, du 1er avril au 1er octobre 2018.

## Biographie
Après une formation en droit, Matteo Ciacci est l'un des fondateurs en 2012 du Mouvement civique 10, formation politique de gauche dont il est coordinateur jusqu'en 2017, tout en étant dirigeant sportif.
Élu au Grand Conseil général lors des élections de 2016, il devient membre du Conseil des douze.
Le 14 mars 2018, il est élu capitaine-régent avec Stefano Palmieri. Les deux hommes entrent en fonction le 1er avril suivant pour un semestre. Âgé de 27 ans, Matteo Ciacci est alors le plus jeune chef d'État au monde.